# Gorgyrella schreineri minor
Gorgyrella schreiner là một phân loài nhện trong họ Idiopidae.
Loài này thuộc chi Gorgyrella. Gorgyrella schreineri minor được J. Hewitt miêu tả năm 1916.